# Juan Julio Roqué
Juan Julio Roqué (n. Córdoba, 22 de junio de 1940 – Haedo, Argentina, 29 de mayo de 1977) fue un guerrillero que se desempeñó como director de una escuela secundaria en Córdoba y luego se incorporó a las organizaciones revolucionarias Fuerzas Armadas Revolucionarias y Montoneros, en las cuales utilizaba los nombres de "Iván", "Lino", "Mateo" o "Martín".

## Familia
Su primera pareja fue con Azucena Rodríguez, a la que conoció mientras cumplía su servicio militar con la cual tuvo dos hijos, María Inés Roqué Rodríguez (13 de julio de 1966) e Iván Rafael Roqué Rodríguez (20 de octubre de 1969) y la segunda fue con Gabriela Yofre, hermana de Alejandro Yofre, uno de los primitivos montoneros de Córdoba, con la cual tuvo su hijo Martín Miguel Roqué Yofre el 9 de mayo de 1974. Gabriela Yofre fue detenida ilegalmente y desapareció en la ESMA el 25 de octubre de 1976.

## Actividad política
Comenzó a militar políticamente a los 14 años en la escuela secundaria y luego en la universidad, con posiciones ideológicas de "liberal, anarquista y también intelectual izquierdista" Se licenció en Ciencias de la Educación en la Universidad Nacional de Córdoba y fue profesor y director de una escuela secundaria de esa ciudad. Estudió el marxismo y la epistemología y consideraba que la educación tenía un papel clave en la transformación de la sociedad.  
En 1969 en la insurrección del barrio Clínicas de Córdoba integró el grupo de choque callejero denominado comando de resistencia “Santiago Pampillón”. Era íntimo amigo de Carlos Olmedo, y participó hacia fines de 1969 y comienzos de 1970 en la fundación de la organización guerrilleras Fuerzas Armadas Revolucionarias, así como en su primera aparición pública el 30 de julio de 1970 en el copamiento de la ciudad de Garín. En junio de 1971, tras escapar a un intento de detención, dejó sus cargos docentes y pasó a la clandestinidad. Viajó por el país como parte de la actividad revolucionaria armada y tuvo a su cargo el 10 de abril de 1972 en Rosario el operativo en el que fueron asesinados el general Juan Carlos Sánchez y Elcira Cucco de Araya, una kiosquera.
Participó en la elaboración de varios manuales de capacitación política en FAR y, luego, en Montoneros; veía en las organizaciones sólo una "mediación" entre los objetivos ideológicos y la acción, nunca el fin de aquellas. Cuando el gobierno de Alejandro Agustín Lanusse convocó a elecciones fue un decidido partidario de incrementar la acción política para incorporar nuevos miembros a la organización e intervino activamente en la campaña realizada bajo la consigna "Luche y vuelve" así como en la campaña electoral en favor de la candidatura presidencial de Héctor José Cámpora. Fue detenido a comienzos de 1973 y salió libre con la amnistía del 25 de mayo de ese año, al igual que su pareja Gabriela Yofre que también había sido detenida. Al unificarse FAR con Montoneros el 12 de octubre de 1973), fue uno de los oficiales superiores y tiempo después integró la Conducción Nacional. Tuvo a su cargo el sector de Prensa y en tal carácter participó entre 1973 y 1974 en la creación y desarrollo en la órbita de Montoneros del diario Noticias. 
Según los periodistas Eugenio Méndez, Miguel Bonasso, José Amorín y Ceferino Reato, participó en el asesinato de José Ignacio Rucci, en tanto Juan Gasparini opina lo contrario en la revista web Pájaro Rojo (http://pajarorojo.com.ar/?p=4232). En 1975 dirigió la Regional Buenos Aires de Montoneros y desarrolla una visión crítica hacia lo que considera un aislamiento de la organización respecto de actividad laboral o social más general de los militantes, señalando el encierro que implica la clandestinidad e impulsando a no cortar los lazos con el barrio y la vida cotidiana. Cuando se produjo el golpe de Estado del 24 de marzo de 1976, los dirigentes máximos de Montoneros escaparon al exterior y encargaron a Roqué permanecer en el país y organizar la resistencia. A principios de 1977 Roqué consideraba que si seguía la estrategia de 1976 y la separación del aparato de la organización con las masas era previsible su aniquilamiento dada la disparidad de fuerzas, por lo que proponía combinar el accionar militar con la resistencia y accionar de las masas. La conducción montonera en el exilio no aceptó esa interpretación pero Roqué no llegó a saberlo.
El 29 de mayo de 1977 fue localizado por fuerzas de seguridad en una casa de la localidad de Haedo, ciudad del Gran Buenos Aires, e intentaron detenerlo en un operativo. Lo que llevó a un combate de varias horas, el que terminó cuando Roque se quitó la vida, al parecer haciendo estallar un explosivo, después de destruir papeles y documentación de la organización revolucionaria. Su cuerpo fue trasladado al centro clandestino de detención de la ESMA.

## Filmografía
Su hija María Inés Roqué dirigió el documental Papá Iván.
En el que aparecen su esposa Azucena Rodríguez y su hijo Iván Roqué Rafael